# Llimiana
Llimiana è un comune spagnolo di 158 abitanti situato nella comunità autonoma della Catalogna.